# هوغو بارث
هوغو بارث (بالألمانية: Hugo Barth)‏ هو منافس ألعاب قوى ألماني، ولد في 1903 في Loßburg ‏ في ألمانيا، وتوفي في 1976 في نورتينغن في ألمانيا.

## وصلات خارجية
- هوغو بارث على موقع أوليمبيديا (الإنجليزية)